# 済生会福島総合病院
社会福祉法人恩賜財団済生会支部福島県済生会福島総合病院（さいせいかいふくしまそうごうびょういん）は、福島県福島市大森に存在し、恩賜財団済生会が運営する病院である。救急告示病院に指定されている。

## 歴史
- 1929年（昭和4年）12月 - 福島県庁舎内に福島診療所として開設
- 1947年（昭和22年）2月 - 福島市宮町において診療を再開
- 1952年（昭和27年）2月 - 病院に昇格
- 1966年（昭和41年）8月 - 福島市桜木町に移転・新築
- 1981年（昭和56年） - 増改築を経たのち、総合病院として承認される
- 1987年（昭和62年）4月 - 人工透析開始
- 1998年（平成10年）7月 - 訪問看護ステーション開設
- 2006年（平成18年）5月 - 現在地に新築移転

## 外来診療科
（この節の出典）
- 消化器科
- 循環器科
- 糖尿病科
- 呼吸器科
- 血液内科
- 外科
- 整形外科
- 泌尿器科・人工透析
- 産婦人科[3]
- 眼科
- 耳鼻咽喉科
- 精神・神経科
- 形成外科
- 麻酔科
- 禁煙外来[4]

## 医療機関の認定
（下表の出典）
| 保険医療機関                                   | 労災保険指定医療機関             |
| 指定自立支援医療機関（更生医療）               | 指定自立支援医療機関（育成医療） |
| 指定自立支援医療機関（精神通院医療）           | 臨床研修病院                     |
| 身体障害者福祉法指定医の配置されている医療機関 | 生活保護法指定医療機関           |
| 医療保護施設                                   | 結核指定医療機関                 |
| 指定養育医療機関                               | 特定疾患治療研究事業委託医療機関 |
| 指定小児慢性特定疾病医療機関                   | DPC対象病院                      |
| 原子爆弾被害者一般疾病医療取扱医療機関         | 無料低額診療事業実施医療機関     |
| 母体保護法指定医の配置されている医療機関       |                                  |

- このほか、各種法令による指定・認定病院であるとともに、各学会の認定施設でもある。

## 併設施設
- 済生会福島訪問看護ステーション
- 済生会福島指定居宅介護支援事業所

## アクセス
- JR東北本線「南福島駅」より1km（徒歩20分）[6]
- 東北自動車道福島西ICより約4km[6]
- 福島駅東口から福島交通バス「平田行」乗車「済生会病院前」停留所下車。「蓬莱・医大行」乗車「伏拝」停留所下車、約1.3km[6]